# L'amour est dans le N2-O2-Ar-CO2-Ne-He-CH4
L'amour est dans le N2-O2-Ar-CO2-Ne-He-CH4 est le treizième épisode de la vingt-septième saison de la série télévisée Les Simpson et le 587e épisode de la série. Il est sorti en première sur le réseau Fox le 14 février 2016.

## Synopsis
Le professeur Frink est complètement déprimé à cause d'une solitude exacerbée. Il va alors tenter de se suicider, mais Homer le sauve. Homer lui propose alors de s'améliorer artificiellement. L'application marche mais Frink croule bientôt sous les demandes et il va alors s'efforcer de trouver le bon partenaire pour chacune des femmes qu'il a rencontrées. De leur côté, Marge et les enfants aident Abraham à se désintoxiquer d'une drogue qui le fait revivre son passé.